# چگونه عاشقی لاتین‌تبار باشیم
چگونه عاشقی لاتین‌تبار باشیم (انگلیسی: How to Be a Latin Lover) فیلمی در ژانر کمدی به کارگردانی کن مارینو است که در سال ۲۰۱۷ منتشر شد.

## بازیگران
- سلما هایک
- راب لو
- کریستن بل
- راکل ولچ
- راب کوردری
- راب ریگل
- عمر چاپارو